# 1695 en arts plastiques
| Années des arts plastiques : 1692 - 1693 - 1694 - 1695 - 1696 - 1697 - 1698    |
| Décennies des arts plastiques : 1660 - 1670 - 1680 - 1690 - 1700 - 1710 - 1720 |

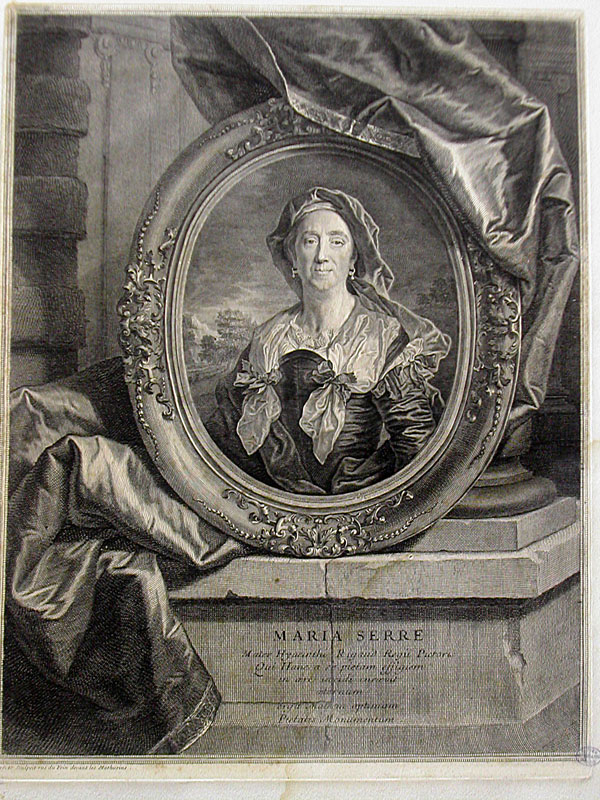
Portrait de Marie Serre de Hyacinthe Rigaud.

Cette page concerne l'année 1695 en arts plastiques.

## Naissances
- 27 février : Miguel Cabrera, peintre espagnol († 16 mai 1768),
- 12 mars : Adrien Manglard : peintre et graveur français († 31 juillet 1760),
- 19 mars : Christian Seybold, peintre baroque allemand († 28 septembre 1768),
- 31 mars : Mattia Bortoloni, peintre rococo italien († 1750),
- 11 août : Michelangelo Unterberger, peintre autrichien († 27 juin 1758),
- 19 décembre : Andrea Locatelli, peintre paysagiste italien († 19 février 1741),
- 29 décembre : Jean-Baptiste Pater, peintre français († 25 juillet 1736),
- ? :
  - Elias Gottlob Haussmann, peintre portraitiste allemand († 11 avril 1774),
  - Louis-René Luce, graveur, sculpteur et créateur de caractères français († vers 1773),
  - Juste-Aurèle Meissonnier, dessinateur, peintre, sculpteur, architecte et orfèvre français  († vers 1750),
  - José Rodríguez de la Oliva,  peintre  et sculpteur espagnol de l'époque baroque († 1777).

## Décès
- 3 avril : Melchior d'Hondecoeter, peintre néerlandais (° 1636),
- 12 avril : Jean-Baptiste Corneille, peintre et graveur français (° 2 décembre 1649),
- 30 mai : Pierre Mignard, peintre français (° 17 novembre 1612),
- ? :
  - Noël Cochin, peintre, dessinateur et graveur à l’eau-forte français (° 22 juin 1622),
  - Jean Dieu de Saint-Jean, peintre et graveur français (° 1654).